# Vouilly
Vouilly est une ancienne commune française, située dans le département du Calvados en région Normandie, peuplée de 146 habitants, devenue le 1er janvier 2017 une commune déléguée au sein de la commune nouvelle d'Isigny-sur-Mer.

## Géographie
Vouilly est située dans le pays du Bessin, à vingt kilomètres de Bayeux et à huit kilomètres d'Isigny-sur-Mer.

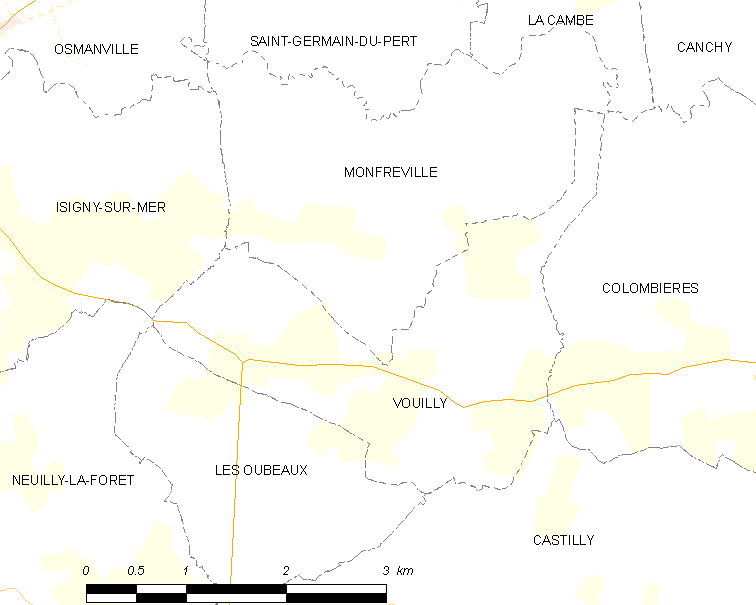
Carte de la commune.

## Histoire
Vouilly trouve son origine dans un camp retranché romain[réf. nécessaire].

## Politique et administration
| Période                                  | Période       | Identité       | Étiquette | Qualité     |
| ---------------------------------------- | ------------- | -------------- | --------- | ----------- |
| ?                                        | ?             | Raymond Louise |           |             |
| avant 1988                               | mars 2001     | Paul Lemarie   |           |             |
| mars 2001                                | décembre 2016 | Louis Durand   | SE        | Agriculteur |
| Les données manquantes sont à compléter. |               |                |           |             |

## Démographie
En 2021, la commune comptait 146 habitants. Depuis 2004, les enquêtes de recensement dans les communes de moins de 10 000 habitants ont lieu tous les cinq ans (en 2007, 2012, 2017, etc. pour Vouilly) et les chiffres de population municipale légale des autres années sont des estimations.
| 1793 | 1800 | 1806 | 1821 | 1831 | 1836 | 1841 | 1846 | 1851 |
| ---- | ---- | ---- | ---- | ---- | ---- | ---- | ---- | ---- |
| 478  | 553  | 493  | 467  | 480  | 464  | 426  | 469  | 466  |

| 1856 | 1861 | 1866 | 1872 | 1876 | 1881 | 1886 | 1891 | 1896 |
| ---- | ---- | ---- | ---- | ---- | ---- | ---- | ---- | ---- |
| 462  | 424  | 407  | 414  | 416  | 401  | 390  | 378  | 356  |

| 1901 | 1906 | 1911 | 1921 | 1926 | 1931 | 1936 | 1946 | 1954 |
| ---- | ---- | ---- | ---- | ---- | ---- | ---- | ---- | ---- |
| 354  | 354  | 327  | 285  | 263  | 258  | 275  | 294  | 262  |

| 1962 | 1968 | 1975 | 1982 | 1990 | 1999 | 2007 | 2012 | 2017 |
| ---- | ---- | ---- | ---- | ---- | ---- | ---- | ---- | ---- |
| 217  | 263  | 220  | 204  | 185  | 190  | 176  | 155  | 152  |

| 2019 | - | - | - | - | - | - | - | - |
| ---- | - | - | - | - | - | - | - | - |
| 152  | - | - | - | - | - | - | - | - |

## Économie
La commune se situe dans la zone géographique des appellations d'origine protégée (AOP) Beurre d'Isigny et Crème d'Isigny.

## Lieux et monuments
- L'église Notre-Dame, a pour origine une chapelle sépulcrale appartenant à un cimetière mérovingien au VIe siècle. L'édifice actuel date du VIIIe siècle, remanié aux XIIe, XIIIe et XIXe siècles. L'église fut fortifiée pendant la guerre de Cent Ans.
- Le château de Vouilly date du XVIIe siècle, jardins à la française.

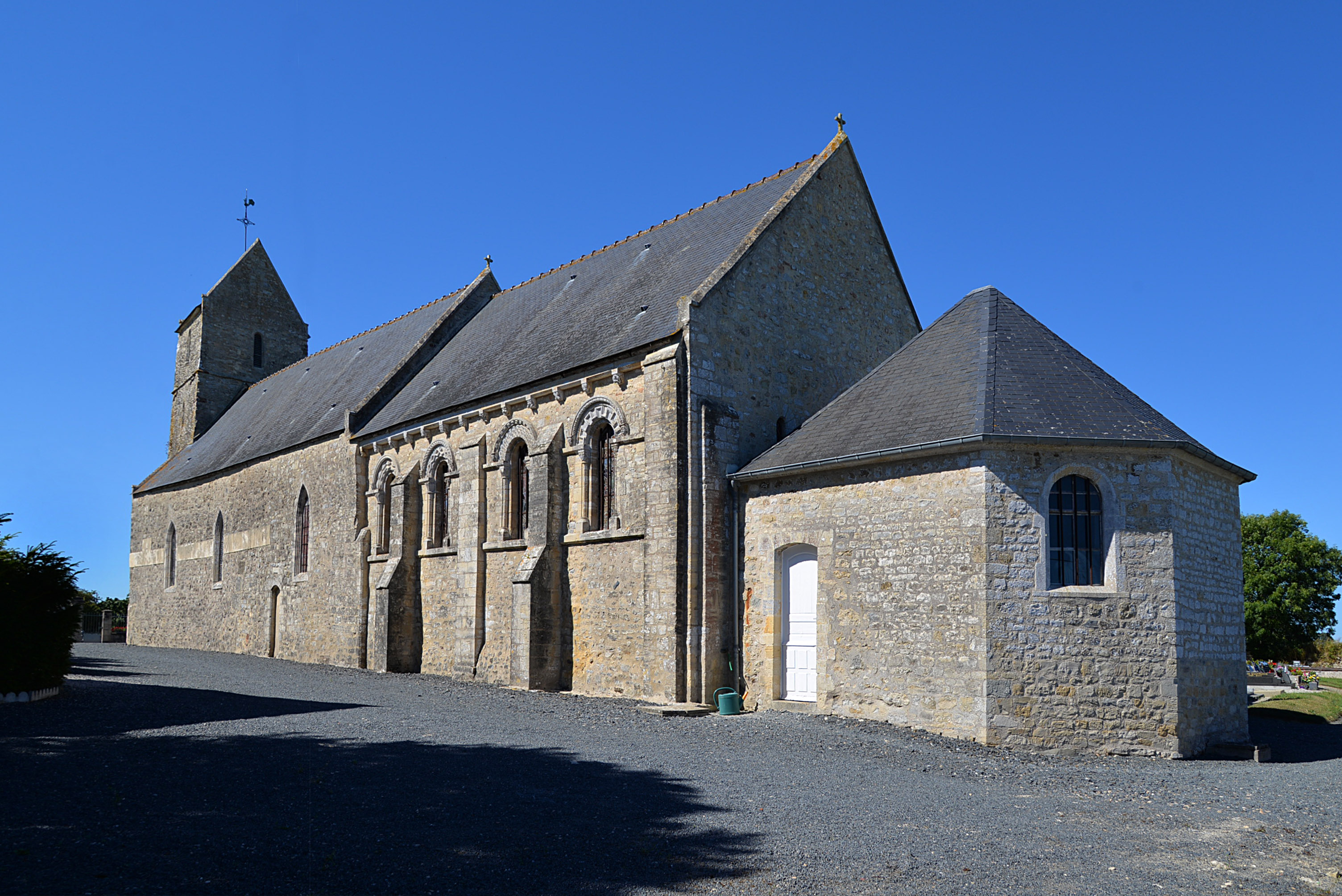
L’église Notre-Dame.
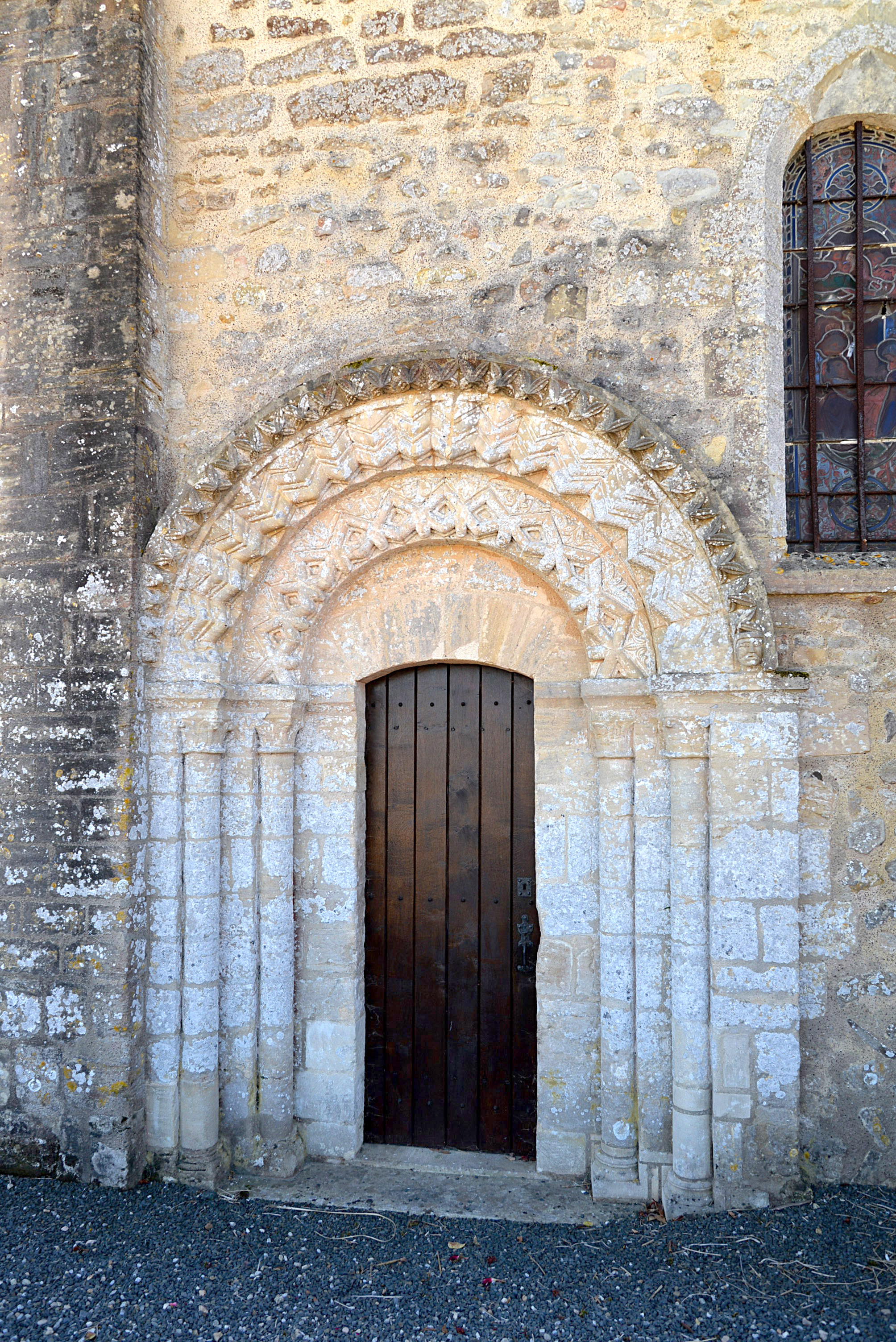
Le portail nord de l’église Notre-Dame.
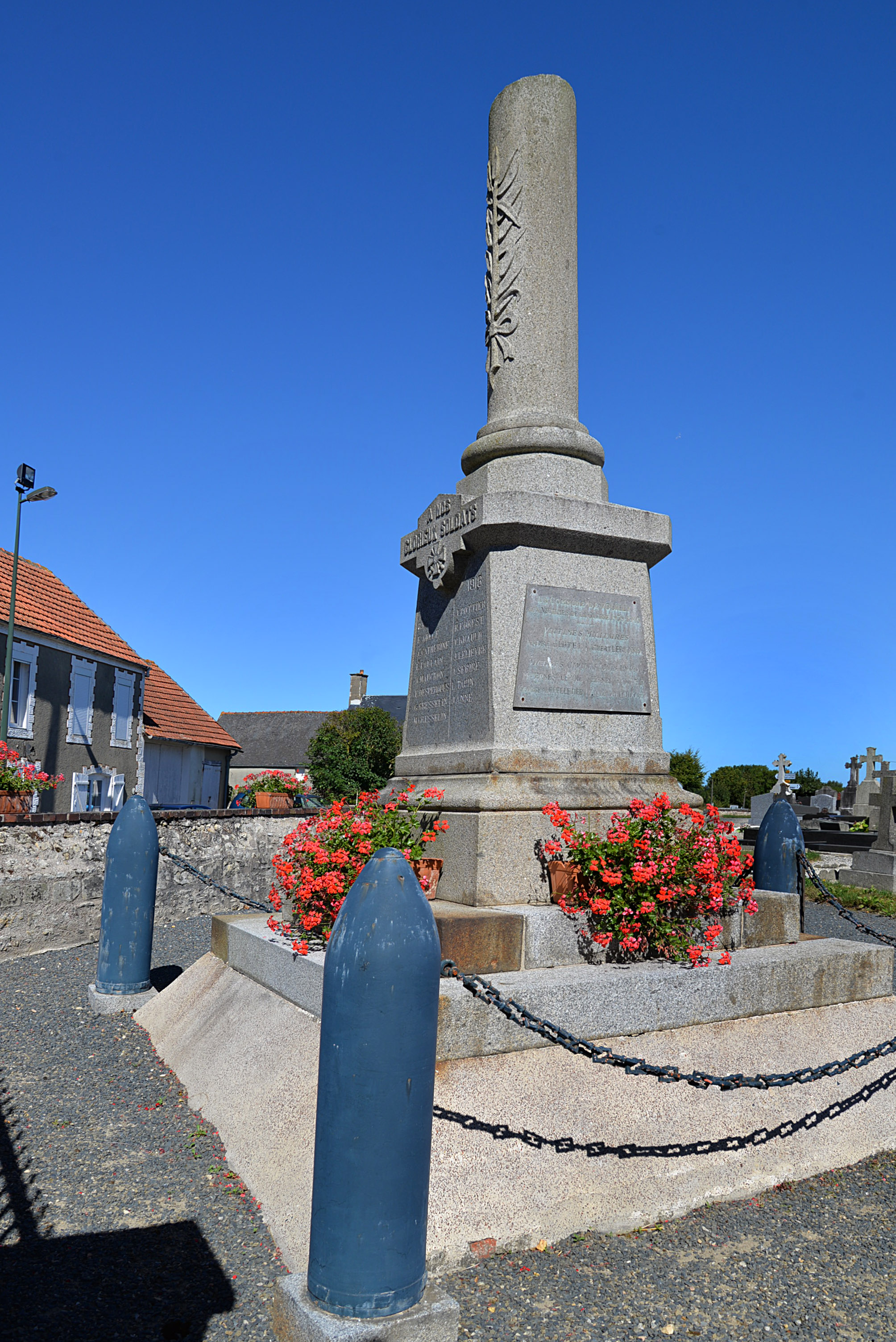
Le monument aux morts.

## Personnalités liées à la commune
- Gaston Lavalley (1834 à Vouilly-1922), écrivain et historien.
- Claude Chabrol, cinéaste français (1930-2010) y résidait au presbytère dans les années 1980[7].